# 国家测绘地理信息局
国家测绘地理信息局，是已撤销的中华人民共和国国务院下属的主管全国测绘事业的副部级国家局，由国土资源部管理。

## 沿革
1954年11月地质部测绘局成立，1955年3月李廷赞任局长。1955年12月中国完成东部水准网平差，确定了“一九五四年黄海平均海水面”，建立青岛水准原点和“一九五四年黄海高程系统 ”、“1954年北京坐标系”。1955年12月全国人民代表大会常务委员会通过并由国务院发布《关于长期保护测量标志的命令》。
1956年1月23日，第一届全国人民代表大会常务委员会第31次会议批准了国务院提请设立国家测绘总局，简称“国测”，为国务院直属机构，负责全国测绘业务的管理部门，归口国务院第三办公室。1956年3月根据周恩来总理指示，总参谋部决定调出总参测绘局局长陈外欧、副局长鲁突等20名干部组建国家测绘总局领导机构，1956年10月从总参测绘局调出第二、第四大地测量队，第一、第四地形测量队、一个大地计算区队、一个制图区队、一个航测区队约2000人，连同相应的仪器和装备集体转业调归国家测绘总局。1956年7月中国测量制图学会筹委会成立，夏坚白任主任委员。1956年10月国家测绘总局正式成立，办公地址由总参测绘局院内搬到东城区铁狮子胡同乙32号（即今张自忠路4号），门口挂“中华人民共和国国家测绘总局”。
1956年11月中国开始布测全国基本重力网。1957年1月国务院决定国家测绘总局的工作由国务院第三办公室划归国家基本建设委员会归口管理。周恩来总理1957年10月为国家测绘总局的题词：“全体测绘人员必须进一步加强政治学习，提高业务水平，钻研科学技术，为迎接第二个五年计划和建设社会主义而奋斗。”1958年3月国务院决定国家测绘总局改归地质部代管。地质部测绘局合并到国家测绘总局，各省地质局所属测绘大队在测绘业务上归国家测绘总局领导。1958年7月地图出版社由文化部移交国家测绘总局领导。1958年7月《中华人民共和国国家大地图集》编委会成立，竺可桢任主任委员。1958年8月教育部将武汉测量制图学院交由国家测绘总局领导；1958年7月夏坚白任院长，1958年12月改名为武汉测绘学院。1958年9月国家测绘总局设立西安和哈尔滨分局。1958年12月，把总参测绘局的一个大地测量队和新疆石油地质局的两个测量队调给国家测绘总局，并选择交通便利的西安，修建了具有相当规模的内外业营房基地。测绘专业队伍职工总数达7000多人。1959年6月国家测绘总局测绘科学研究所成立。1960年5月李廷赞任国家测绘总局局长。1960年10月国家测绘总局青藏高原分局成立。1961年4月国家测绘总局决定将西安、哈尔滨、青藏高原分局分别改名为国家测绘总局第一、二、三分局。1962年11月国务院批准各省、自治区、直辖市设立测绘管理处。1964年1月国家测绘总局在北京召开全国测绘管理工作会议。1965年2月国家测绘总局在北京召开全国测绘工作会议，与会人员受到中国共产党和国家领导人毛泽东主席等的接见。1965年7月中国测绘学会第一届全国会员代表大会暨第一届综合性学术年会在北京举行，李廷赞当选学会理事长。1966年至1970年间，国家测绘总局和总参测绘局共同进行了三线建设地区地形图的突击测绘，保证了国家三线建设用图急需，起到了重要的基础性保障作用。1966年2月中国第一次测定珠穆朗玛峰高程为8848.98米（但未公开），并进行地面立体摄影测量，绘制珠峰地区1:5万比例尺地形图。1967年对国家测绘总局实行军事管制。1967年《中华人民共和国国家大地图集》自然地图卷——《中华人民共和国自然地图集》出版。
1969年11月10日，国务院、中央军委发出《关于总参测绘局和国家测绘总局合并，国家测绘总局合并后撤销的通知》，据此国家测绘总局及所属各分局，各内、外业队，1969年11月国家测绘总局测绘科学研究所和武汉测绘学院相继撤销。地图出版社划归北京市出版办公室领导。1972年春在湖北省委召开的高级知识分子座谈会上，原武测院长夏坚白呼吁恢复武测，恢复国家测绘总局和测绘研究机构，并写信呈周恩来总理，建议“恢复武汉测绘学院、测绘科学研究所、国家测绘总局”。1973年3月6日，周恩来总理代表中共中央决定重建国家测绘总局。1973年5月23日，国务院和中央军委发布《关于调整测绘部门体制的通知》（国发[1973]62号），在保留总参测绘局的同时，重建国家测绘总局，李人林兼任筹建小组组长，隶属国务院建制，归国家建委领导；重建测绘科学研究所；重建武汉测绘学院，实行湖北省和国家测绘总局双重领导，其重建工作由湖北省负责；各省、自治区、直辖市设立测绘局、处。1973年8月，湖北省革命委员会决定成立武汉测绘学院重建领导小组，组长方俊夫，副组长纪增觉，拟设置工程测量、航空摄影测量、大地测量、地图制图、测量仪器制造、无线电技术、计算技术7个专业，1974年先在部分专业招生。1973年12月国家测绘总局测绘科学研究所重新组建。1974年9月16日，中共湖北省委批准成立中共武测临时委员会，方俊夫为党委书记，纪增觉、张益堂为副书记。1974年10月初，招收首批工农兵学院329人，停止招生8年之久的武测终于恢复；1974-1976年共招收三届工农兵学员941人。
1975年3月至5月，总参测绘局和国家测绘总局组成49人的测量分队，在国家登山队配合下，在珠穆朗玛峰顶树立觇标，综合采用三角、导线、水准、天文、重力等测量方法和航空像片调绘，对珠峰高程进行了一次精确测量，创造了世界重力测量最高点记录，经计算得出珠峰雪面以下岩石高程为8848.13米，1975年6月，公布此次测定的新数据，作为今后中国统一采用的标准数据。
1976年1月地图出版社重新划归国家测绘总局领导。1976年唐山大地震发生后，国家测绘总局组织七个省、直辖市测绘单位进行京、津、唐、张地区水准测量会战，两个月完成震区5000多公里精密水准复测。1977年3月中国测绘学会加入国际大地测量与地球物理联合会（IUGG）及其所属国际大地测量协会（IAG）。当时国家测绘总局分管中国的地名工作，1977年8月杨磊光率中国地名代表团出席第三届联合国地名标准化会议，会议通过用汉语拼音拼写中国地名作为国际标准。1977年9月国家测绘总局在北京召开全国测绘工作会议，王震、谷牧、余秋里副总理到会，谷牧发表讲话，与会代表受到中国共产党和国家领导人叶剑英、邓小平、李先念等的接见。1978年，总局机关216个编制，包括中国地名委员会办公室（8个编制）和中国测绘学会两个代管机构。1978年12月在陕西省泾阳县永乐镇建立国家大地原点。1979年5月王大钧正式出任国家测绘总局局长。1980年完成全国天文大地网整体平差，这一项目获得国家科技进步二等奖；并建立起1980西安坐标系，在1982年正式取代了1954年北京坐标系。1980年7月李廷赞率中国测绘学会代表团出席国际摄影测量与遥感学会（ISPRS）第十四届大会，会上中国测绘学会被接纳为该学会会员。1981年8月刘良率中国测绘学会代表团出席国际测量工作者联合会（FIG）第十六届大会，会上中国测绘学会被接纳为该会会员。
1982年4月中央国家机关进行机构改革，李曦沐任国家测绘总局局长。1982年5月全国人大第五届常委会第二十三次会议决定国家测绘总局并归城乡建设环境保护部领导。1982年9月29日，国务院办公厅通知，国家测绘总局改称国家测绘局，原有职责和工作任务不变。1983年3月喻沧任国家测绘局副局长，主持局务工作。1983年7月，国务院、中央军委批转中国地名委员会等单位《关于加速进行中国沿海岛礁地名普查及地名标准化工作的报告》，此项工作于1985年完成。1984年1月国务院颁布《测量标志保护条例》。1986年1月全国测绘资料中心与国家遥感中心资料部合并，成立全国测绘资料信息中心。1986年10月国家测绘局召开庆祝建局三十周年暨先进集体、先进个人代表会议，中国共产党和国家领导人李先念、万里、薄一波、韩光、许德珩、谷牧以及城乡建设环境保护部历任部长为建局三十周年题词祝贺，方毅、韩光、谷牧到会讲话。1988年8月国务院根据第七届全国人民代表大会第一次会议批准的机构改革方案，1988年8月13日《国务院关于国务院机构设置的通知》中明确：国家测绘局是司局级的部委归口管理的国家局，由建设部归口管理。
根据国家测绘局、外交部《关于更改公开地图上我国国界线画法依据的通知》(国测发[1990]204号)精神，自1991年元旦起，凡编制出版公开地图，中国国界线一律按照中国地图出版社1989年出版的1：400万《中华人民共和国地形图》绘制。凡编制出版绘有中国国界线的地图集(册)和相当于或大于16开版面的地图，需在地图集(册)的版权页或地图的适当位置，注明国界画法依据：本图上中国国界线系按照中国地图出版社1989年出版的1：400万《中华人民共和国地形图》绘制。 
1992年6月新闻出版署、中央编制委员会批准创办《中国测绘报》。6月25日《中国测绘报》社成立。1993年1月日《中国测绘报》创刊，启功题写报名。
1993年12月国务院办公厅印发国家测绘局职能配置、内设机构和人员编制方案的通知。通知指出“根据第八届全国人民代表大会第一次会议批准的国务院机构改革方案，国家测绘局由原建设部归口管理的国家局改由建设部管理的国家局；并经批准，由正局级提高为副部级。”中共中央组织部发文同意成立中共国家测绘局党组。  
1997年8月中国地图出版社与测绘出版社合并为一个出版社实体，沿用中国地图出版社名称。 
2008年7月，正式启用2000国家大地坐标系（CGCS 2000）。
2011年5月23日，国务院办公厅发出“国办发〔2011〕24号”通知，国务院批准国家测绘局更名为国家测绘地理信息局，其主要职责、内设机构和人员编制不变。
2018年3月17日第十三届全国人民代表大会第一次会议通过《第十三届全国人民代表大会第一次会议关于国务院机构改革方案的决定》，批准《国务院机构改革方案》。方案规定：“组建自然资源部。将国土资源部的职责，国家发展和改革委员会的组织编制主体功能区规划职责，住房和城乡建设部的城乡规划管理职责，水利部的水资源调查和确权登记管理职责，农业部的草原资源调查和确权登记管理职责，国家林业局的森林、湿地等资源调查和确权登记管理职责，国家海洋局的职责，国家测绘地理信息局的职责整合，组建自然资源部，作为国务院组成部门。自然资源部对外保留国家海洋局牌子。不再保留国土资源部、国家海洋局、国家测绘地理信息局。”

## 职责
国家测绘地理信息局是国土资源部管理的主管全国测绘事业的行政机构。主要职责是：
1. 起草测绘法律法规和部门规章草案，拟定测绘事业发展规划，会同有关部门拟订全国基础测绘规划，拟订测绘行业管理政策、技术标准并监督实施。
2. 负责基础测绘、国界线测绘、行政区域界线测绘、地籍测绘和其他全国性或重大测绘项目的组织和管理工作，建立健全和管理国家测绘基准和测量控制系统。
3. 拟订地籍测绘规划、技术标准和规范，确认地籍测绘成果。
4. 承担规范测绘市场秩序的责任。负责测绘资质资格管理工作，监督管理测绘成果质量和地理信息获取与应用等测绘活动，组织协调地理信息安全监管工作，审批对外提供测绘成果和外国组织、个人来华测绘。组织查处全国性或重大测绘违法案件。
5. 承担组织提供测绘公共服务和应急保障的责任。组织、指导基础地理信息社会化服务，审核并根据授权公布重要地理信息数据。
6. 负责管理国家基础测绘成果，指导、监督各类测绘成果的管理和全国测量标志的保护，拟订测绘成果汇交制度并监督实施。
7. 承担地图管理的责任。监督管理地图市场，管理地图编制工作，审查向社会公开的地图，管理并核准地名在地图上的表示，与有关部门共同拟定中华人民共和国地图的国界线标准样图。
8. 负责测绘科技创新相关工作，指导测绘基础研究、重大测绘科技攻关以及科技推广和成果转化，开展测绘对外合作与交流。
9. 承办国务院及国土资源部交办的其他事项[12]。

## 机构设置
内设机构
- 办公室
- 规划财务司
- 国土测绘司
- 法规与行业管理司
- 地理信息与地图司（测绘成果管理司）
- 科技与国际合作司
- 人事司
- 直属机关党委（直属机关纪委）
- 离退休干部处

直属单位
- 陕西测绘地理信息局
- 黑龙江测绘地理信息局
- 四川测绘地理信息局
- 海南测绘地理信息局
- 中国地图出版集团
- 测绘出版社
- 中华地图学社（国家测绘地理信息局上海地图制印管理处）
- 中国测绘科学研究院
- 国家基础地理信息中心
- 国家测绘地理信息局卫星测绘应用中心
- 中国测绘宣传中心（中国测绘报社）
- 国家测绘地理信息局管理信息中心
- 国家测绘地理信息局地图技术审查中心
- 国家测绘地理信息局测绘发展研究中心
- 国家测绘地理信息局职业技能鉴定指导中心
- 国家测绘产品质量检验测试中心
- 国家测绘地理信息局重庆测绘院
- 国家测绘地理信息局机关服务中心
- 国家测绘地理信息局北戴河休养院
- 国家测绘地理信息局三亚测绘技术开发服务中心[13]

主管社会团体
- 中国测绘地理信息学会
- 中国卫星导航定位协会
- 中国地理信息产业协会[14]

## 历任领导
| 局长 1. 陈外欧（1956年4月－1960年5月） 2. 李廷赞（1960年5月－1962年5月） 3. 陈外欧（1962年5月－1968年5月） 4. 李人林（1973年4月－1975年1月，国家测绘总局筹建小组组长） 5. 王大钧（1975年1月－1979年5月，国家测绘总局筹建小组组长；1979年5月－1982年4月，国家测绘总局局长） 6. 李曦沐（1982年4月－1983年3月） - 喻 沧（1983年3月－1985年6月，代理） 7. 陈俊勇（1985年6月－1988年7月） 8. 金祥文（1988年7月－2000年1月） 9. 陈邦柱（2000年1月－2005年11月） 10. 鹿心社（2005年11月－2008年10月） 11. 徐德明（2008年10月－2014年4月） 12. 库热西·买合苏提（2014年4月－2018年3月） 副局长 …… - 王春峰（1997年12月－2018年3月） - 李维森（2001年6月－2018年3月） - 闵宜仁（2006年12月－2018年3月） - 李朋德（2011年1月－2018年3月） 总工程师 - 李志刚（？－？） | 党组书记 党组副书记 - 王春峰（2009年4月－2018年3月） 党组成员 …… - 王春峰（1997年12月－2009年4月） - 李维森（2001年6月－2018年3月） - 闵宜仁（2006年12月－2018年3月） 纪检组组长 - 于贤成（？－？） |